# Sychnotylenchus abietus
Sychnotylenchus abietus är en rundmaskart. Sychnotylenchus abietus ingår i släktet Sychnotylenchus och familjen Tylenchidae. Inga underarter finns listade i Catalogue of Life.